# Championnat de France de football de deuxième division 2005-2006
Navigation
Ligue 2 2004-2005 Ligue 2 2006-2007
Le Championnat de France de football de deuxième division 2005-2006 est la 67e édition du championnat de France de Ligue 2.
Cette saison est marquée par la descente du Stade lavallois, le plus ancien pensionnaire en Ligue 2 depuis 1989 avec 17 saisons d'affilée, un record. L'équipe de Valenciennes réussit l'exploit d'être championne alors qu'elle était promue en début de saison. Elle remporte le championnat après avoir remporté celui de National la saison précédente.

## Les 20 clubs participants
| \| Amiens Bastia Brest Caen Châteauroux Clermont-Ferrand Créteil Dijon Grenoble Gueugnon Guingamp Istres Laval Le Havre Lorient Montpellier Reims Sedan Sète Valenciennes \| Localisation des clubs engagés dans le championnat. |
| Amiens Bastia Brest Caen Châteauroux Clermont-Ferrand Créteil Dijon Grenoble Gueugnon Guingamp Istres Laval Le Havre Lorient Montpellier Reims Sedan Sète Valenciennes                                                           |

| - Amiens SC - SC Bastia - Stade brestois 29 - SM Caen - LB Châteauroux | - Clermont Foot - US Créteil-Lusitanos - Dijon FCO - Grenoble Foot 38 - FC Gueugnon | - EA Guingamp - FC Istres - Stade lavallois - Le Havre AC - FC Lorient | - Montpellier HSC - Stade de Reims - CS Sedan-Ardennes - FC Sète - Valenciennes FC |

## Classement
| Rang | Équipe               | Pts | J  | G  | N  | P  | Bp | Bc | Diff |
| ---- | -------------------- | --- | -- | -- | -- | -- | -- | -- | ---- |
| 1    | Valenciennes FC P    | 74  | 38 | 21 | 11 | 6  | 51 | 28 | +23  |
| 2    | CS Sedan-Ardennes    | 71  | 38 | 19 | 14 | 5  | 50 | 32 | +18  |
| 3    | FC Lorient           | 66  | 38 | 18 | 12 | 8  | 49 | 26 | +23  |
| 4    | SM CaenR             | 66  | 38 | 18 | 12 | 8  | 56 | 35 | +21  |
| 5    | Dijon FCO            | 60  | 38 | 16 | 12 | 10 | 47 | 32 | +15  |
| 6    | SC BastiaR           | 58  | 38 | 16 | 10 | 12 | 47 | 40 | +7   |
| 7    | Le Havre AC          | 55  | 38 | 13 | 16 | 9  | 48 | 41 | +7   |
| 8    | US Créteil-Lusitanos | 54  | 38 | 13 | 15 | 10 | 46 | 33 | +13  |
| 9    | EA Guingamp          | 50  | 38 | 12 | 14 | 12 | 36 | 32 | +4   |
| 10   | Grenoble Foot        | 48  | 38 | 12 | 12 | 14 | 42 | 45 | -3   |
| 11   | FC Gueugnon          | 48  | 38 | 11 | 15 | 12 | 29 | 37 | -8   |
| 12   | Montpellier HSC      | 47  | 38 | 12 | 11 | 15 | 34 | 43 | -9   |
| 13   | FC IstresR           | 47  | 38 | 12 | 11 | 15 | 33 | 45 | -12  |
| 14   | Stade de Reims       | 45  | 38 | 10 | 15 | 13 | 32 | 31 | +1   |
| 15   | LB Châteauroux       | 44  | 38 | 10 | 14 | 14 | 48 | 48 | 0    |
| 16   | Amiens SC            | 43  | 38 | 9  | 16 | 13 | 32 | 44 | -12  |
| 17   | Stade Brestois       | 42  | 38 | 9  | 15 | 14 | 34 | 48 | -14  |
| 18   | Clermont Foot        | 38  | 38 | 10 | 8  | 20 | 35 | 59 | -24  |
| 19   | Stade lavallois      | 35  | 38 | 9  | 8  | 21 | 38 | 59 | -21  |
| 20   | FC SèteP             | 23  | 38 | 4  | 11 | 23 | 31 | 60 | -29  |

Victoire à 3 points.
Promotions et relégations
- Promotion en Ligue 1 2006-2007
- Relégation en National 2006-2007

Abréviations
- P : Promu de National 2004-2005
- R : Relégué de Ligue  1 2004-2005

### Leader par journée
Valenciennes réussit donc à enchaîner deux montées consécutives. C'est une première fois pour ce qui concerne deux titres de Champion (champion de National en 2004-2005 ; de L2 en 2005-2006).

### Classement des buteurs
Le tableau suivant liste les joueurs selon le classement des buteurs pour la saison 2005-2006 de Ligue 2.
| Rang | Buteur                           | Club                        | Buts Note 1 | Pen. Note 2 | Ratio Note 3 |
| ---- | -------------------------------- | --------------------------- | ----------- | ----------- | ------------ |
| 1    | Jean-Michel Lesage Steve Savidan | Le Havre AC Valenciennes FC | 16          | 6 0         | 0,43 0,46    |
| 3    | Papys M'Bodji                    | US Créteil-Lusitanos        | 15          | 1           | 0,42         |
| 4    | Kandia Traoré                    | Le Havre AC                 | 14          | 1           | 0,39         |

| Mis à jour au 12 mai 2006. 1 : Nombre de buts inscrits incluant le nombre de pénaltys 2 : Nombre de pénaltys 3 : Ratio (buts inscrits/matchs joués) |